# Lier, Na Uy
Lier là một đô thị hạt Buskerud, Na Uy. Trung tâm hành chính của đô thị này là làng của Lier. Các đô thị của Lier được thành lập ngày 01 tháng 1 năm 1838 (xem formannskapsdistrikt). Åssiden khu vực đã được chuyển giao từ Lier cho đô thị lân cận của Drammen ngày 1 tháng 7 năm 1951.
Khu mua sắm trong nhà dài nhất Na Uy, Liertoppen, nằm ở Lierskogen.